# ベンセ・ダルダイ
ベンセ・ダルダイ（Bence Dárdai、2006年1月24日 - ）は、ドイツ・ベルリン出身のサッカー選手。ブンデスリーガ・VfLヴォルフスブルク所属。ハンガリー代表。ポジションはミッドフィールダー。

## 経歴

### ヴォルフスブルク
2024年6月4日、VfLヴォルフスブルクに移籍した。8月31日、2024-25ブンデスリーガ第2節のホルシュタイン・キール戦で移籍後初出場。

### 試合数
- 国際Aマッチ 1試合0得点（2025年 - ）

| ハンガリー代表 | 国際Aマッチ | 国際Aマッチ |
| 年             | 出場        | 得点        |
| -------------- | ----------- | ----------- |
| 2025           | 1           | 0           |
| 通算           | 1           | 0           |